# 美澄衿依
美澄 衿依（みすみ えりい、Ellie Misumi、1997年12月7日 - ）は、日本のモデル、グラビアアイドル、女優。長良マネジメント所属。

## 経歴
福岡県出身。日本とアメリカのハーフ。
2018年、福岡県にて劇団14+とのコラボ企画「TP-FUKUOKA劇団旗揚げ公演 TP-福岡劇団 by 劇団14+ プロジュース公演」舞台キャスト争奪戦に参加するなど、芸能活動を開始。
2021年5月、『週刊ヤングジャンプ』（集英社）主催のイベント「ギャルコン2021」にて夢咲 衿佳（ゆら えりか）名義で準グランプリを受賞。同年9月には長良マネジメントに所属し、「美澄 衿依」名義でグラビアアイドルとしても活動を開始する。
芸能界デビューのきっかけは、「喧嘩した友達を見返してやる」との旨であることをインタビューで答えている。

## 人物
- 趣味は、アニメ鑑賞、可愛い子探し、パズルゲーム、ナンプレ、ジグソーパズル[2][4]。特技は、ラムネ早飲み、英語[2] ブラホック外し。好きなものや好きなことは、アボカド、美少女、写真[2]。
- ファンネームは、「グラスキャッパーズ」
- 創作系では、「てぃーぬ」名義を使用している。

## 出演

### 舞台
- 劇メシ 福岡『誰がピザを食べたのか?』（2019年10月11日 - 15日、福岡・一零） - エリカ 役
- コンドルズ×博多座『WE ARE THE CHAMPION』（2019年12月19日 - 20日、福岡・博多座） - 田辺 エリ 役
- トキヲイキル 岸田麻佑∞完全プロデュース公演第一弾『ほぼ、コドモ』（2021年7月29日 - 8月1日、福岡・ぱんプラザホール） - 美波 栞 役
- 舞台『しゃーSHE♀彼女』（2021年10月7日 - 10日、福岡・甘棠館Show劇場） - Bグループ
- トキヲイキルプロデュース公演『雨夜の星屑』（2021年11月24日 - 28日、福岡・ぽんプラザホール）
- 劇団フルタ丸『すべてセリフのはずだった』（2022年6月15日 - 19日、東京・駅前劇場）
- 天然少女 Vol.5『白いおうちと黒いともだち』（2022年9月15日 - 19日、東京・下北沢VOICE FACTORY)  - 黒沢瑞樹 役
- nap 第一回公演 『ドタンバのケイコバ』 （2022年10月23日、東京・スタジオあくとれ）
- FULLFLASH Produce Stage vol.1 『卒業』 (2022年11月2日 - 6日、東京アトリエファンファーレ東新宿） - 卒チーム
- 劇団ウルトラマンション 『やさしさよ割れるほど』 （2022年12月21日 - 25日、東京・コフレリオ新宿シアター）
- SUPERNOVA stage002 『遠く吠えて花火をあげる』（2023年2月1日- 12日、東京・王子劇場） - 灯組：ルイ 役

### ミュージックビデオ
- mei,I’m,Asahi 『Sunday trip』（2020年7月20日公開）[注 1]
- Siip 『Cuz I』（2020年12月24日公開）
- 来海 『溜』（2021年5月19日公開）

## 作品

### イメージビデオ
※太字タイトルはBD版同時発売。
- Ellie（2022年5月27日、リバプール）[10]
- Summer magic（2022年10月28日、エスデジタル）[11][12]
- 澄みわたる（2023年1月27日、竹書房）[13]

### デジタル写真集
- YJ PHOTO BOOK 『ギャルコン2021写真集 全国美少女発見グラビア』（2021年9月30日、集英社）
- 週プレPHOTO BOOK 『いとしのエリー』（2022年1月17日、集英社）
- BRODYデジタル写真集 『My Love』（2022年4月22日、白夜書房）
- アイドルニッポン写真集 『Ellie』 (2022年6月16日、リバプール)
- YJ PHOTO BOOK 『お隣から恋。』（2022年7月14日、集英社）